# Primos de Wall–Sun–Sun
Em teoria dos números, um número primo de Wall-Sun-Sun ou primo de Fibonacci-Wieferich é um tipo de número primo, do qual se conjectura que existe, porém atualmente não se conhece algum. Um primo p > 5 é definido como primo de Wall-Sun-Sun se
{\displaystyle p^{2}|F_{p-\left({\frac {p}{5}}\right)}},
onde {\displaystyle F} é o {\displaystyle ({p-\left({\frac {p}{5}}\right)})}-ésimo número de Fibonacci e o símbolo de Legendre {\displaystyle \left({\frac {p}{5}}\right)} é definido como
{\displaystyle \left({\frac {p}{5}}\right)={\begin{cases}1&{\textrm {se}}\;p\equiv \pm 1{\pmod {5}}\\-1&{\textrm {se}}\;p\equiv \pm 2{\pmod {5}}\end{cases}}}
Os primos de Wall-Sun-Sun são chamados assim devido a D. D. Wall, Zhi Hong Sun e Zhi Wei Sun. Z. H. Sun e Z. W. Sun mostraram em 1992 que se o primeiro caso do último teorema de Fermat fosse falso para um determinado número primo p, então p teria que ser necessariamente um primo de Wall-Sun-Sun. Como um resultado prévio à demonstração de Andrew Wiles do último teorema de Fermat em 1995, a busca de primos de Wall-Sun-Sun conduziria também à busca de possíveis contraexemplos da então, centenária conjectura.
Não há números primos de Wall-Sun-Sun conhecidos até o ano de 2007, Richard J. McIntosh and Eric L. Roettger mostraram  que se existirem alguns, estes devem ser > 2×1014.
Tem-se conjecturado que existe uma infinidade de primos de Wall-Sun-Sun.